# O. Henry's Full House
O. Henry's Full House là một bộ phim tuyển tập của Mỹ năm 1952 do 20th Century Fox thực hiện, bao gồm năm phim, mỗi phim dựa trên một câu chuyện của O. Henry.
Phim do André Hakim sản xuất và được chỉ đạo bởi 5 đạo diễn từ 5 kịch bản phim với các tác giả khác nhau. Phần nhạc do Alfred Newman sáng tác. Bộ phim được thuật lại bởi tác giả John Steinbeck, người đã xuất hiện trên máy quay duy nhất của mình để giới thiệu từng câu chuyện.
"The Ransom of Red Chief" của Howard Hawks được đón nhận kém đến mức hãng phim đã gỡ bỏ nó trước khi phim ra rạp rộng rãi.

## Năm câu chuyện

### "The Cop and the Anthem"
Do Henry Koster đạo diễn, từ kịch bản của Lamar Trotti, phim có sự tham gia của Charles Laughton, Marilyn Monroe và David Wayne. Khi mùa đông đến gần, một người lang thang quyết định đã đến lúc cho mùa đông hàng năm trong tù. Nhưng dù cố gắng đến đâu, anh ta cũng không thể bị bắt.

### "Cuộc gọi Clarion"
Do Henry Hathaway đạo diễn, từ kịch bản của Richard L. Breen, phim có sự tham gia của Dale Robertson và Richard Widmark. Cốt truyện: Một thám tử không thể bắt một kẻ giết người mà anh ta biết từ quá khứ của anh ta do danh dự của anh ta liên quan đến một khoản nợ tài chính chưa trả cho tên tội phạm. Một lần đưa báo khen thưởng, sau khi bị tên tội phạm châm chọc, thám tử truy bắt tên tội phạm và thu phần thưởng để trả nợ.
Họa tiết này tái hợp Henry Hathaway và Richard Widmark, những người đã làm việc cùng nhau trong tác phẩm kinh điển Nụ hôn thần chết (1947). Nhân vật của Widmark trong The Clarion Call, "Johnny Kernan", thực sự là một sự tái hiện của nhân vật được đề cử Oscar "Tommy Udo" của anh ấy trong Kiss of Death. Nhân vật Udo / Kernan của Widmark được lấy cảm hứng từ tình yêu của anh ấy với truyện tranh Người dơi "The Joker". Màn trình diễn của Tommy Udo đã ảnh hưởng đến Frank Gorshin trong quá trình chuẩn bị cho nhân vật "Riddler" của ông trong loạt phim truyền hình Batman vào những năm 1960.
Richard Widmark trong vai Johnny Kernan trong phim tuyển tập Ngôi nhà đầy đủ của O. Henry (1952). Nhân vật Kernan (tái hiện lại "Tommy Udo" của Widmark) xuất hiện trong phân đoạn mang tên "Cuộc gọi Clarion", do Henry Hathaway đạo diễn.

### "Chiếc lá cuối cùng"
Do Jean Negulesco đạo diễn, từ kịch bản của Ivan Goff và Ben Roberts, phim có sự tham gia của Anne Baxter, Jean Peters và Gregory Ratoff. Câu chuyện lấy bối cảnh ở Greenwich Village trong một trận dịch viêm phổi. Một nghệ sĩ già đã cứu sống một nghệ sĩ trẻ đang chết vì bệnh viêm phổi, bằng cách truyền cho cô ấy ý chí sống. Cô có thể nhìn thấy một cây thường xuân qua khung cửa sổ dần dần rụng lá, và cô đã nghĩ rằng mình sẽ chết khi chiếc lá cuối cùng rụng. Có vẻ như, nó không bao giờ rơi, và cô ấy vẫn sống sót. Trong thực tế, cây nho bị rụng hết lá. Những gì cô ấy nghĩ rằng cô ấy nhìn thấy trên thực tế là một chiếc lá, được vẽ trên tường với chủ nghĩa hiện thực hoàn hảo, bởi một nghệ sĩ già. Người nghệ sĩ già chết vì sưng phổi khi đang ở ngoài trời ẩm ướt và lạnh giá, vẽ chiếc lá cuối cùng.

### "Tiền chuộc của Red Chief"
Do Howard Hawks đạo diễn, từ kịch bản của Ben Hecht, Nunnally Johnson và Charles Lederer, phim có sự tham gia của Fred Allen, Oscar Levant, Lee Aaker, Irving Bacon, Kathleen Freeman và Robert Easton. Hai kẻ lừa đảo bắt cóc một đứa trẻ để thu một khoản tiền chuộc đáng kể, nhưng đứa trẻ chứng tỏ là quá sức với chúng.

### "Món quà của các đạo sĩ"
Do Henry King đạo diễn, từ kịch bản của Walter Bullock, phim có sự tham gia của Jeanne Crain và Farley Granger. Vào đêm Giáng sinh, với số tiền ít ỏi, Della bán mái tóc của mình để mua cho chồng Jim một chiếc đồng hồ. Jim đã bán đồng hồ của mình để mua cho cô ấy một cặp lược trang trí. Khi họ trao đổi những món quà bây giờ vô dụng này, họ nhận ra tình yêu của họ dành cho nhau sâu sắc như thế nào.